# Robert Hofferer
Robert Hofferer (* 27. Dezember 1959 in Klagenfurt) ist ein österreichischer Film- und Theaterproduzent sowie Kunst- und Kulturmanager, Drehbuchautor und Regisseur.

## Leben
Nach der Handelsakademie-Matura 1980 in Klagenfurt studierte Hofferer an der Universität Graz 6 Semester Betriebswirtschaftslehre bis zum Abschluss des 1. Abschnitts 1983. Ab 1984 studierte er an der Universität Wien und schloss das Studium der Theater-, Film- und Kommunikationswissenschaft mit dem Titel Magister phil. ab.
Danach produzierte Hofferer Theaterprojekte freier Gruppen in Graz und Wien und organisierte Ausstellungen und Auftritte junger Künstler. Zudem war er als freier Kulturjournalist für Printmedien, Fernsehen und Radio tätig. Über ein Jahrzehnt war er immer wieder auf ausgedehnten Reisen in Europa, Afrika, Asien und Amerika unterwegs. In den 1990er Jahren war er der Kommendenverwalter des Souveränen Malteser Ritterordens im Großpriorat Österreich und lebte auf Schloss Mailberg im Weinviertel, Niederösterreich. Hofferer beschäftigt sich beruflich und privat intensiv mit Bildender Kunst, Musik, Theater und Film. Er war der künstlerische Projektleiter bei der Planung, Errichtung und dem Betrieb vom Haus der Musik Wien in den Jahren 1998 bis 2001. 2002 organisierte Hofferer die künstlerische Umsetzung der Neubauten am Wiener Riesenrad, wie z. B. das Panorama und das Lichtkonzept des Lichtdesigners Patrick Woodroffe. 2006 gründete er die Firma Artdeluxe Kunst- und Kulturmanagement in Wien und war von 2006 bis 2012 Manager der Schauspielerin Aslı Bayram, deren internationale Karriere er maßgeblich förderte. Hofferer war bis 2016 der Manager von Andre Heller, der sich in seinem Buch Afrika! Afrika! bei ihm bedankte. und Geschäftsführer der Firma Artevent in Wien. In dieser Funktion organisierte er alle Projekte der Firma, wie die Gestaltung des WWF Pavillons für die EXPO 2000 in Hannover, der Swarovski  Kristallwelten, des Crystal Sky Pavillons für die EXPO 2010 in Shanghai und die Kulturprojekte im Zusammenhang mit der FIFA WM 2006 in Deutschland, wie z. B. den Fußball-Globus, die Ausstellung Rundlederwelten im Gropius-Bau in Berlin, die Eröffnungsfeier der WM in der Allianz Arena und die Schlussfeier im Olympiastadion Berlin.
2013 war er Produzent der Neuauflage der Show Afrika! Afrika!, deren Tournee 2014 endete.
Hofferer war von 2012 bis 2017 einer der Hauptsponsoren des LET’S CEE Film Festivals und Stifter des Urania Awards in den Kategorien bester Spielfilm und bester Dokumentarfilm sowie des Sterns der Urania für das Lebenswerk einer herausragenden Persönlichkeit der Filmwelt. 2013 kam der Artdeluxe Award für den besten Kurzfilm hinzu.
Hofferer ist Berater der staatlichen Kulturabteilung von Chongqing (China). 2016 organisierte er die erste Österreich-Tournee des Sinfonieorchesters von Chongqing mit Auftritten im Musikverein Wien, im Brucknerhaus Linz und im Stift Ossiach in Kärnten. Hofferer organisierte 2016 auch die erste österreichische Filmschau in Shanghai, in Zusammenarbeit mit der Shanghai Film Distribution and Exhibition Association.
Hofferer unterstützte die Initiative zur Gründung der Kärntner Kulturstiftung und war ehrenamtliches Mitglied des 1. Kuratoriums zur Förderung von Kunstprojekten.
2019 wurde Robert Hofferer in die European Film Academy (EFA) aufgenommen. Die EFA wurde 1989 von Ingmar Bergman gegründet und nimmt seither internationale, ausgewählte Filmschaffende in ihre Reihen auf. Die EFA vergibt jährlich den Europäischen Filmpreis, die bedeutendste Auszeichnung für das pan-europäische Filmschaffen.

## Filmografie
- 2007: Shortcut to Hollywood
- 2007: A Street has a Voice
- 2009: Sevdah for Karim
- 2011: Body Complete
- 2014: Die Wälder sind noch Grün
- 2014: V & Me
- 2016: The Final Barrier
- 2017: Das Wiener Riesenrad. Wahrzeichen und Legende
- 2019: Gate to Heaven
- 2022: Angelus Novus Reloaded
- 2023:  Kreis der Wahrheit[5][6]

## Theater
- 2007–2009: Das Tagebuch der Anne Frank
- 2013–2014: Afrika Afrika

## Auszeichnungen/Nominierungen
- 2015: Nominierung für eine ROMY, die höchste Auszeichnung für österreichische Film- und TV-Beiträge, als bester Produzent in der Kategorie Kinofilm.
- 2017: Grand Winner California Film Awards: Best Narrative Feature: The Final Barrier
- 2017: American Filmatic Arts Awards: Best Foreign Feature Director: The Final Barrier